# Atholus bimaculatus
Atholus bimaculatus är en skalbaggsart som först beskrevs av Carl von Linné 1758.  Atholus bimaculatus ingår i släktet Atholus och familjen stumpbaggar. Enligt den finländska rödlistan är arten nära hotad i Finland. Arten är reproducerande i Sverige. Artens livsmiljö är parker, gårdsplaner och trädgårdar. Inga underarter finns listade i Catalogue of Life.